# Juca de Oliveira
José de Oliveira Santos (n. São Roque, Brasil, 16 de marzo de 1935) es un actor brasileño.

## Trabajos en la televisión
- 1964 - Gutierritos, o Drama dos Humildes - Jorge (Tupi)
- 1964 - Quando o Amor É Mais Forte (Tupi)
- 1965 - A Outra - Vicente (Tupi)
- 1965 - O Cara Suja - Valdemar (Tupi)
- 1966 - A Ré Misteriosa - Sílvio (Tupi)
- 1966 - A Inimiga - Maurício (Tupi)
- 1967 - Estrelas no Chão - Horácio (Tupi)
- 1967 - Paixão Proibida (Tupi)
- 1967 - Angústia de Amar - Ronald (Tupi)
- 1968 - O Homem que Sonhava Colorido (Tupi)
- 1969 - Nino, o Italianinho - Nino (Tupi)
- 1971 - A Fábrica - Fábio (Tupi)
- 1972 - Camomila e Bem-me-Quer - Bruno (Tupi)
- 1973 - O Semideus - Alberto Parreiras (Globo)
- 1974 - Fogo sobre Terra - Pedro Azulão (Globo)
- 1975 - Cuca Legal - Diego Pappalardo (Globo)
- 1976 - Saramandaia - João Gibão (Globo)
- 1977 - Espelho Mágico - Jordão Amaral (Globo)
- 1978 - Pecado Rasgado - Renato (Globo)
- 1982 - Ninho da Serpente - Dr. Almeida Prado (Bandeirantes)
- 1983 - Parabéns pra Você - Volber (minissérie) (Globo)
- 1990 - Brasileiras e Brasileiros (SBT)
- 1993 - Fera Ferida - Professor Praxedes (Globo)
- 1995 - As Pupilas do Senhor Reitor - Padre Antônio (SBT)
- 1995 - A Idade da Loba - Jordão (Bandeirantes)
- 1997 - Os Ossos do Barão - Egisto Ghirotto (SBT)
- 1998 - Torre de Babel - Agenor da Silva (Globo)
- 2000 - Vidas Cruzadas - Aquiles (Record)
- 2001 - O Clone - Augusto Albieri (Globo)
- 2005 - Mad Maria - Stephan Collier (Globo)
- 2007 - Amazônia, de Galvez a Chico Mendes - José de Carvalho (minissérie) (Globo)
- 2008 - Queridos Amigos - Alberto (Globo)
- 2010 - A Cura - Otto (Globo)
- 2010 - S.O.S. Emergência - Dr. Isaac Rosenberg (Globo)
- 2010 - Diversão.com - Roteirista
- 2011 - Araguaia - Gabriel (Cabo de Esquadra) (Globo)
- 2012 - A Grande Família - Dr. Homero (Globo)
- 2012 - Avenida Brasil - Santiago (Globo)
- 2013 - Flor do Caribe - Samuel (Globo)
- 2015 - Além do Tempo - Conde Alberto Castellini (Globo)